# Luxemburg-Marathon
Der ING Night Marathon Luxembourg, erstmals 2006 als ING Europe Marathon (bis 2012) veranstaltet, ist der einzige Marathon im Großherzogtum Luxemburg. Er ist einer der wenigen Marathons, die nachts bzw. abends ausgetragen werden. Als zusätzliche Strecke wird ein Halbmarathon angeboten. Ein Staffellauf TEAM RUN über die Marathondistanz, ein 5-km-Lauf (5k Run for Success, 3er-Teams) sowie zwei Laufdistanzen für Kinder (Minimarathon 4,2 km, für Kinder ab zwölf Jahren sowie der Mini Minimarathon, 1 km, für Kinder ab vier Jahren) stehen zur Verfügung. Der Marathon findet jährlich, am Samstag nach Christi Himmelfahrt, statt. Alle Disziplinen zusammen hatten im Jahr der Erstaustragung ein maximales Teilnehmerfeld von 10.000 Läufern, im Jahr 2018 waren es bereits 16.000. Für das Jahr 2019 wurde die maximale Teilnehmerzahl auf 17.000 erhöht.
Der Start ist auf dem Kirchberg-Plateau neben der Eventhalle LUXEXPO THE BOX. Zunächst wird das Europaviertel umrundet, bevor es dann über die Rote Brücke in die Oberstadt geht. Dort läuft man zunächst eine Schleife durch den Ortsteil Limpertsberg und gelangt dann durch den Stadtpark auf den Place Guillaume II im Stadtzentrum. Von dort geht es für die Halbmarathonläufer direkt über die Rote Brücke zurück zum Ziel in der Luxexpo, während sich für die Marathonläufer eine Schleife durch Belair und eine durch Hollerich anschließt, bevor es über die Adolphe-Brücke ins Bahnhofsviertel geht. Nachdem dort ebenfalls eine Schleife durchlaufen wurde, führt die Strecke durchs Petruss-Tal, zurück ins Bahnhofsviertel und über die Adolphe-Brücke gelangt man wiederum in die nun nächtlich beleuchtete Innenstadt, vorbei an der Kathedrale und dem Großherzoglichen Palais. Schließlich geht es wieder über die Rote Brücke zurück auf das Kirchberg-Plateau, das noch einmal bis zu seinem Ostende durchlaufen wird, bevor es zum Zieleinlauf in der Haupthalle der Luxexpo geht. Der Kurs ist attraktiv, aber auch wellig und verwinkelt und deshalb nicht unbedingt für Bestzeiten geeignet.
Bei der Premiere nahmen Läufer aus 60 Nationen teil. Die größte Gruppe bildeten die Einheimischen mit gut einem Viertel der Teilnehmer, gefolgt von Deutschen, Franzosen und Belgiern.

## Statistik

### Streckenrekorde
- Männer: 2:12:10, Mark Kibiwot Kangogo (KEN), 2018
- Frauen: 2:34:24, Naomi Tuei (KEN), 2015

### Siegerliste
| Datum         | Männer                   | Nation    | Zeit    | Frauen                  | Nation      | Zeit    |
| ------------- | ------------------------ | --------- | ------- | ----------------------- | ----------- | ------- |
| 31. Mai 2025  | James Dunn               | Luxemburg | 2:29:04 | Edith Stiepel           | Deutschland | 2:33:45 |
| 28. Mai 2022  | Ezekiel Kiprop Koech     | Kenia     | 2:14:44 | Mercy Jeptoo Tuitoek    | Kenia       | 2:43:31 |
| 1. Juni 2019  | John Kipkorir Komen -3-  | Kenia     | 2:16:05 | Betty Chepkwony         | Kenia       | 2:38:55 |
| 12. Mai 2018  | Mark Kibiwot Kangogo     | Kenia     | 2:12:10 | Lakelesh Feysa Dera     | Äthiopien   | 2:51:33 |
| 27. Mai 2017  | Edwin Kibet Kiptoo       | Kenia     | 2:16:55 | Tsehay Gebre Getiso     | Äthiopien   | 2:46:08 |
| 28. Mai 2016  | John Kipkorir Komen -2-  | Kenia     | 2:12:57 | Yigezu Belaynesh        | Äthiopien   | 2:42:35 |
| 30. Mai 2015  | John Kipkorir Komen      | Kenia     | 2:13:55 | Naomi Tuei              | Kenia       | 2:34:24 |
| 31. Mai 2014  | Johnston Kibet Maiyo     | Kenia     | 2:15:44 | Meseret Godama          | Äthiopien   | 2:38:56 |
| 8. Juni 2013  | Bellor Minigwo Yator -2- | Kenia     | 2:17:51 | Shewaye Debelu          | Äthiopien   | 2:43:34 |
| 19. Mai 2012  | Bellor Minigwo Yator     | Kenia     | 2:13:47 | Mahlet Melese           | Äthiopien   | 2:45:58 |
| 11. Juni 2011 | Teferi Kebede            | Äthiopien | 2:15:43 | Nguriatukei Rael Kiyara | Kenia       | 2:34:30 |
| 15. Mai 2010  | Stanley Kiprotich Rono   | Kenia     | 2:19:15 | Gishu Mindaye           | Äthiopien   | 2:39:58 |
| 23. Mai 2009  | John Ngeno               | Kenia     | 2:19:17 | Irene Cherop            | Kenia       | 2:43:08 |
| 3. Mai 2008   | Mohamed Ikoki Msandeki   | Tansania  | 2:15:29 | Rose Jepkemboi Chesire  | Kenia       | 2:43:21 |
| 19. Mai 2007  | Alex Malinga             | Uganda    | 2:17:17 | Ruth Kutol              | Kenia       | 2:41:26 |
| 27. Mai 2006  | Kamal Kohil              | Algerien  | 2:17:28 | Pascale Schmoetten      | Luxemburg   | 3:04:57 |

### Entwicklung der Finisherzahlen
| Jahr | Marathon | davon Frauen | Halbmarathon | davon Frauen |
| ---- | -------- | ------------ | ------------ | ------------ |
| 2018 | 1224     | 194          | 7108         | 2162         |
| 2017 | 1141     | 194          | 6669         | 2031         |
| 2016 | 1171     | 185          | 6415         | 2047         |
| 2015 | 1142     | 170          | 6264         | 1905         |
| 2014 | 1197     | 171          | 6032         | 1808         |
| 2013 | 1017     | 151          | 5388         | 1557         |
| 2012 | 1021     | 156          | 4785         | 1392         |
| 2011 | 1186     | 190          | 4615         | 1294         |
| 2010 | 1049     | 138          | 4287         | 1153         |
| 2009 | 1189     | 187          | 4331         | 1257         |
| 2008 | 1338     | 158          | 4142         | 1211         |
| 2007 | 1665     | 255          | 3506         | 1001         |
| 2006 | 2037     | 355          | 2270         | 622          |

### Siegerliste Halbmarathon
| Datum        | Männer              | Nation    | Zeit    | Frauen            | Nation      | Zeit    |
| ------------ | ------------------- | --------- | ------- | ----------------- | ----------- | ------- |
| 28. Mai 2022 | Eric Domingo Rolden | Spanien   | 1:12:13 | Jenny Gloden      | Luxemburg   | 1:20:23 |
| 1. Juni 2019 | Justin Mahieu       | Belgien   | 1:10:27 | Liz Nepper        | Luxemburg   | 1:25:20 |
| 12. Mai 2018 | Semere Fsehatsion   | Eritrea   | 1:11:29 | Anna Herzberg -2- | Deutschland | 1:22:01 |
| 27. Mai 2017 | Cosmas Mutuku Kyeva | Kenia     | 1:11:03 | Lisa Hahner -2-   | Deutschland | 1:18:11 |
| 28. Mai 2016 | Steffen Falck       | Dänemark  | 1:10:20 | Lisa Hahner       | Deutschland | 1:17:04 |
| 30. Mai 2015 | Christophe Kass     | Luxemburg | 1:12:23 | Anna Herzberg     | Deutschland | 1:24:27 |
| 31. Mai 2014 | Jonathan Dekeyser   | Luxemburg | 1:10:52 | Tania Harpes      | Luxemburg   | 1:23:52 |